# Chelura insulae
Chelura insulae är en kräftdjursart. Chelura insulae ingår i släktet Chelura och familjen Cheluridae. Inga underarter finns listade i Catalogue of Life.